# 葛飾納涼花火大会
葛飾納涼花火大会（かつしかのうりょうはなびたいかい）は、 東京都葛飾区柴又の江戸川河川敷において行われる花火大会である。毎年7月下旬に開催されている。

## 概要
1953年（昭和28年）に始まった。当初は葛飾区観光協会主催として実施され、「柴又の花火」と呼ばれていた。1980年（昭和55年）の第14回開催より葛飾区との共同開催となる。約13,000発の花火が打ち上げられ、延べ68万人の観覧者が訪れる。打ち上げ場所と観客席が近いため、迫力ある花火となっている。

## 交通アクセス
会場の最寄り駅は京成線柴又駅であり、駅から徒歩10分である。

## テレビ中継
花火大会の模様はジェイコム東葛葛飾で生中継される。